# Fuad II.
Fuad II. (arabsky الملك فؤاد الثاني‎, Ahmad Fu'ad; * 16. ledna 1952 Káhira) je bývalým (a též posledním) egyptským a súdánským králem, vládl v letech 1952–1953. Byl jedenáctým vládcem z dynastie Muhammada Alího. Během své krátké vlády byl novorozeně a tak ve skutečnosti nevládl, v Egyptě za něj vládli regenti.

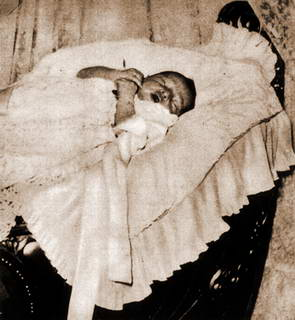
Fuad II. v době své oficiální vlády

## Život, vláda a exil
Fuad II. se narodil 16. ledna 1952 jako Ahmet Fuad egyptskému králi Farúkovi I. a jeho ženě královně Narriman Sadek. Jako jediný syn, byl nejmladším dítětem krále Farúka I.
Králem se stal jediný syn krále Farúka I. po jeho abdikaci 26. července 1952. V té době mu bylo pouhých šest měsíců. V Egyptě za něj vládla rada regentů, zatímco byl spolu se svými rodiči v exilu v Itálii. Jeho otec král Farúk I. doufal, že jeho abdikace uklidní protimonarchistické síly v zemi a že dětský král Fuad II. by mohl sloužit jako sjednocující prvek pro Egypt. Necelý rok po abdikaci krále Farúka byl 18. června 1953 král Fuad II. sesazen a Egypt byl prohlášen republikou.
Navštěvoval prestižní školu La Rosey ve Švýcarsku, kde také v současnosti žije se svou rodinou. 16. dubna 1976 se oženil s Dominique-France Picard (narozena v roce 1948), která konvertovala na islám a přijala jméno Fadila. Pár se ale v roce 2008 rozvedl, Fadila již nemá titul královny, ale mohla si ponechat titul princezny egyptské. Fuad s Fadilou mají tři děti:
- Muhammad Alí, korunní princ Egypta a Súdánu – (narozen 1979)
- princezna Fawzia-Latifa Egyptská – (narozena 1982)
- princ Fakhruddin Egyptský – (narozen 1982)

### Titul
Jeho plný titul byl „Jeho Veličenstvo Fuad II., z milosti Boží, král Egypta a Súdánu, vládce Núbie, Kordofánu a Darfúru“.